# Leichtathletik-Weltmeisterschaften 2003/Marathon der Frauen
Der Marathonlauf der Frauen bei den Leichtathletik-Weltmeisterschaften 2001 wurde am 31. August 2001 um 14:20 Ortszeit in den Straßen der französischen Hauptstadt Paris ausgetragen.
In diesem Wettbewerb errangen die japanischen Marathonläuferinnen mit Silber und Bronze zwei Medaillen. Weltmeisterin wurde die Kenianerin Catherine Ndereba. Silber gewann Mizuki Noguchi. Bronze ging an Masako Chiba, die bei den Weltmeisterschaften 1997 über 10.000 Meter schon einmal WM-Bronze gewonnen hatte.
Außerdem gab es wieder eine Teamwertung, den sogenannten Marathon-Cup. Entsprechend hoch war die Teilnehmerzahl. Erlaubt waren fünf Läuferinnen je Nation, von denen für die Wertung die Zeiten der jeweils besten drei addiert wurden. Dieser Wettbewerb zählte allerdings nicht zum offiziellen Medaillenspiegel. Es siegte die Mannschaft aus Japan vor Äthiopien und Russland.

## Rekorde Bestleistungen

### Bestehende Rekorde / Bestleistungen

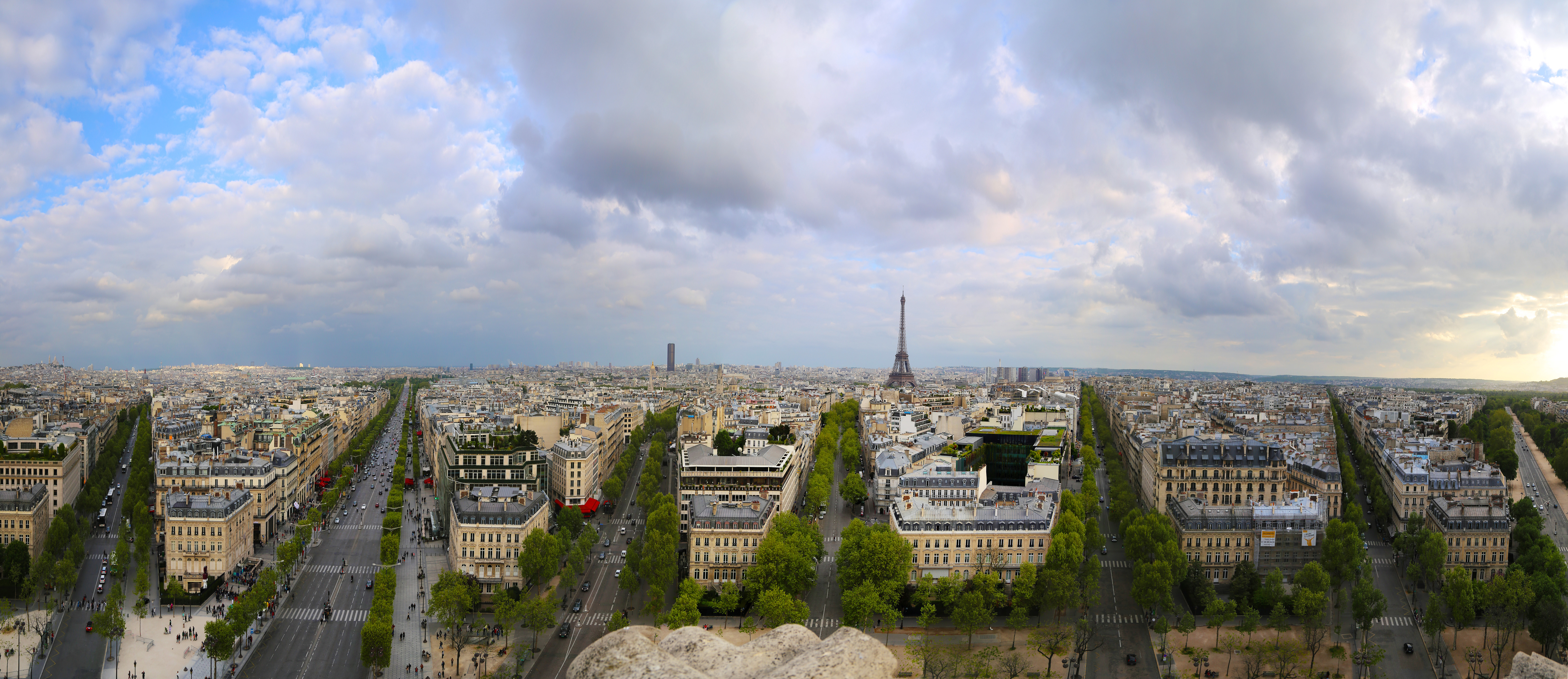
Panoramablick vom Triumphbogen auf Paris

| Weltrekord               | 2:15:25 h | Paula Radcliffe | London-Marathon 2003, Großbritannien | 13. April 2003  |
| Weltmeisterschaftsrekord | 2:25:17 h | Rosa Mota       | WM in Rom, Italien                   | 29. August 1987 |

Anmerkung:
Rekorde wurden im Marathonlauf und Straßengehen wegen der unterschiedlichen Streckenbeschaffenheiten mit Ausnahme von Meisterschaftsrekorden über viele Jahrzehnte hinweg nicht geführt. Paula Radcliffe erzielte 2003 mit ihrer Zeit den ersten offiziellen Weltrekord auf der Marathondistanz.

### Rekordverbesserung
Die kenianische Weltmeisterin Catherine Ndereba verbesserte den bestehenden WM-Rekord hier um 1:22 Minuten auf 2:23:55 h.
Es gab zwei Landesrekorde:

- 2:25:31 h – Ham Bong-sil, Nordkorea
- 2:30:39 h – Lena Gavelin, Schweden

## Ergebnis

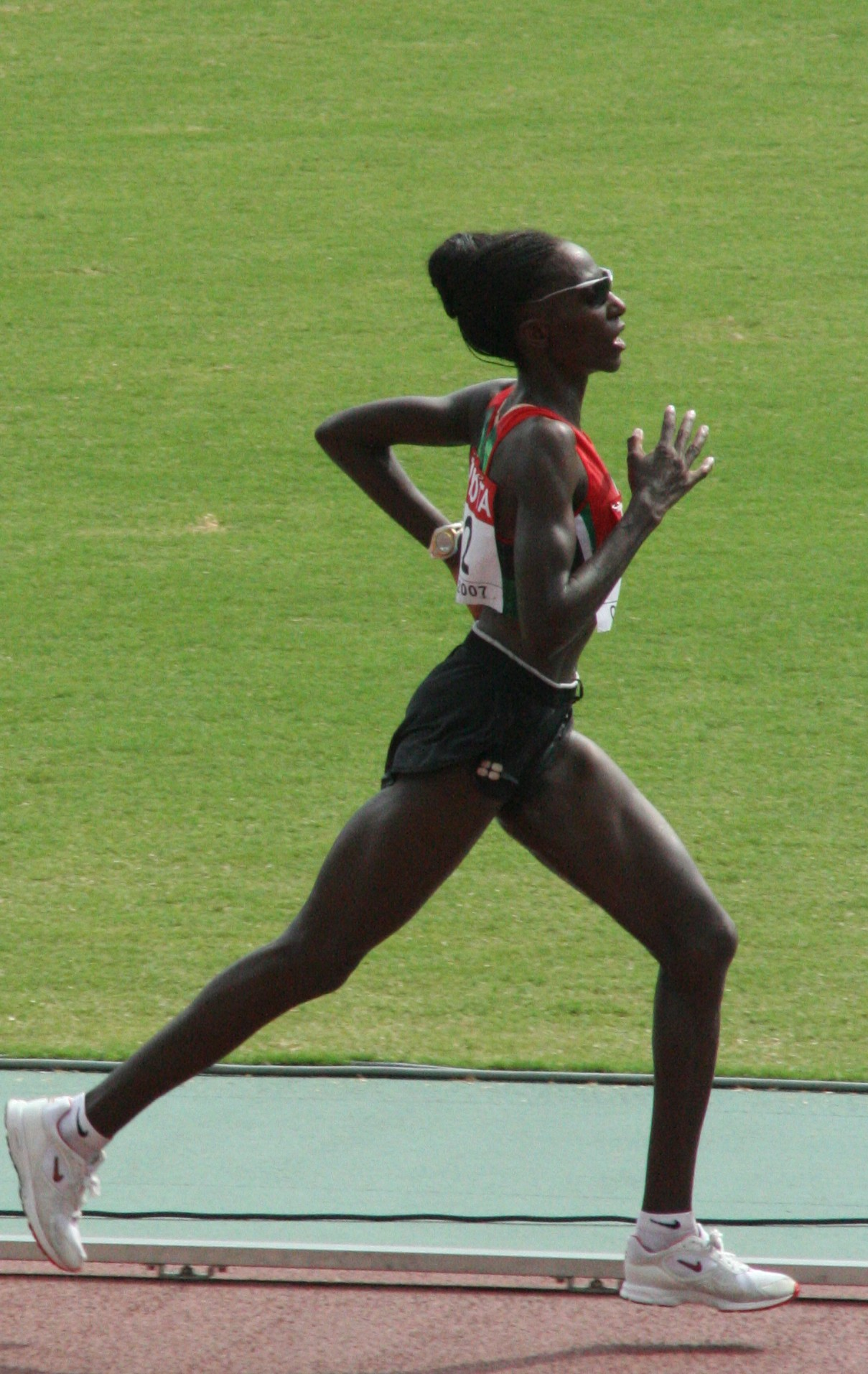
Weltmeisterin Catherine Ndereba

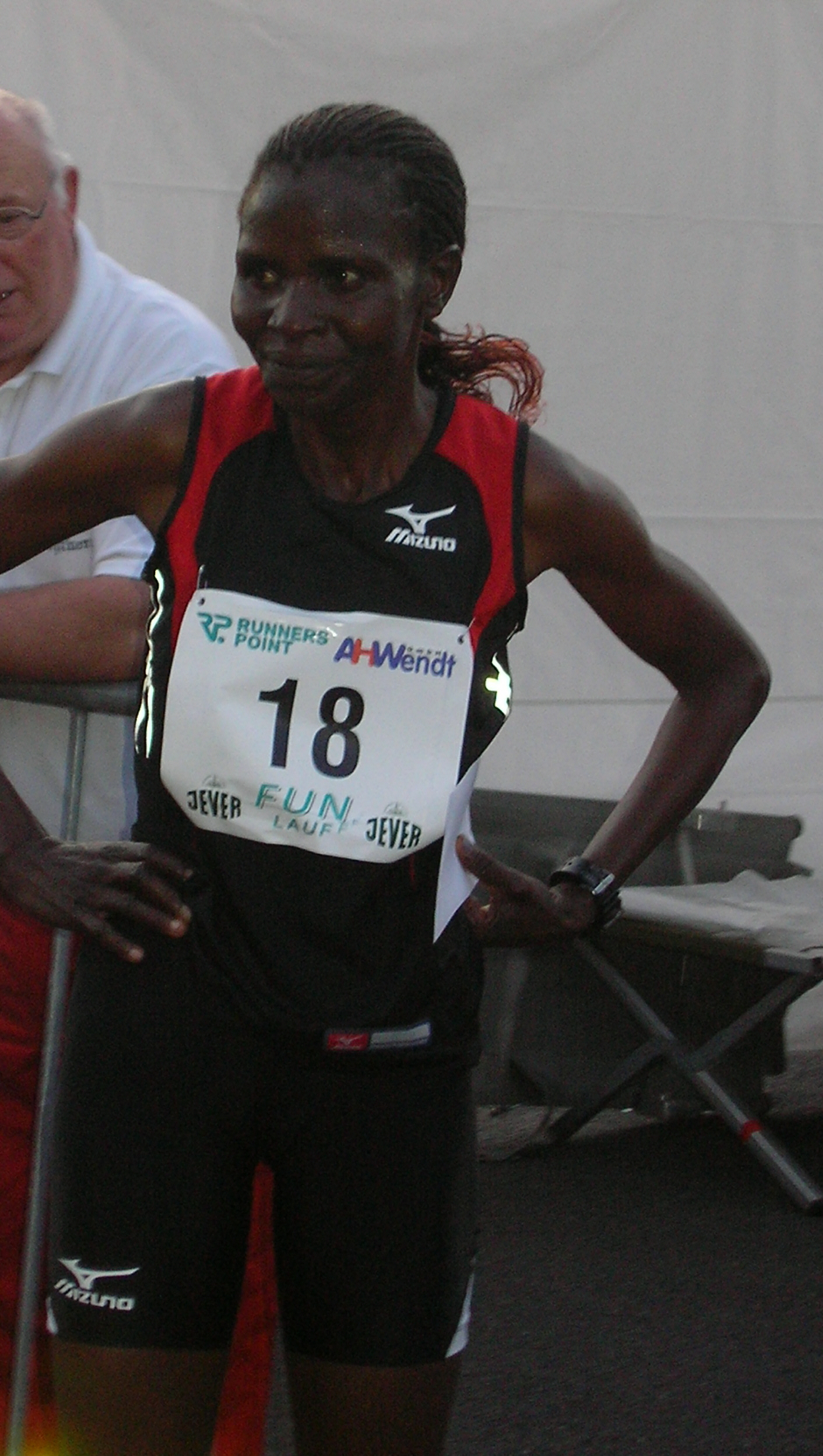
Joyce Chepchumba – Platz sieben

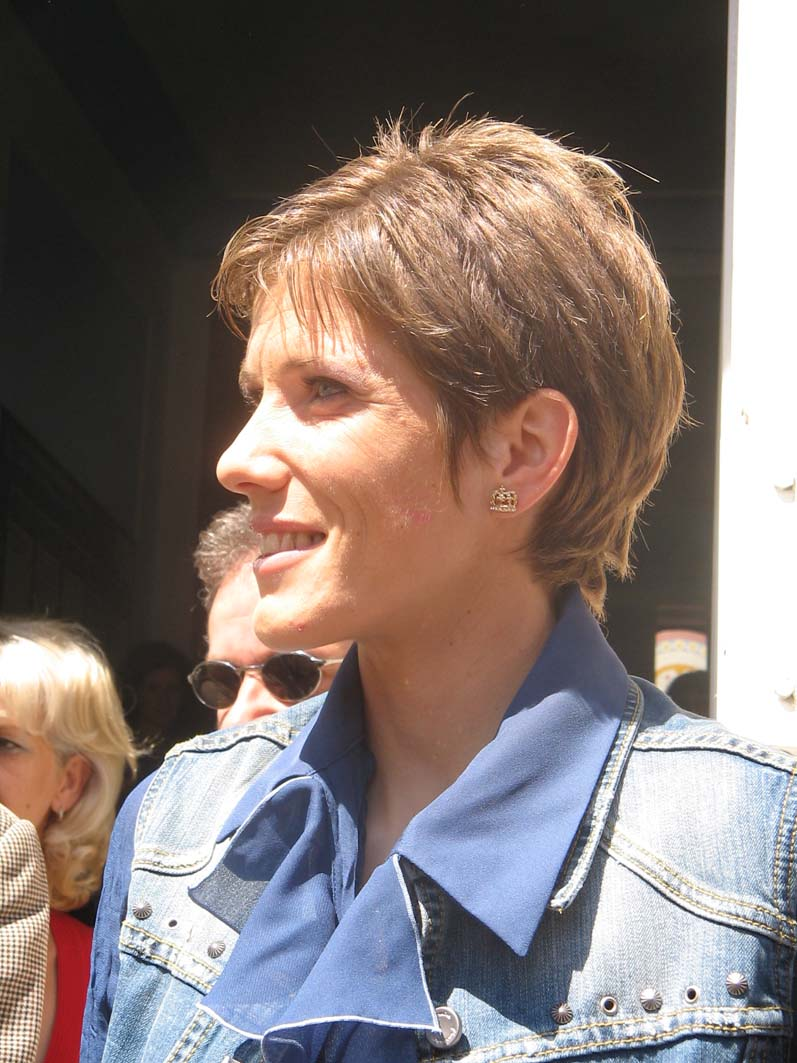
Olivera Jevtić wurde Achte

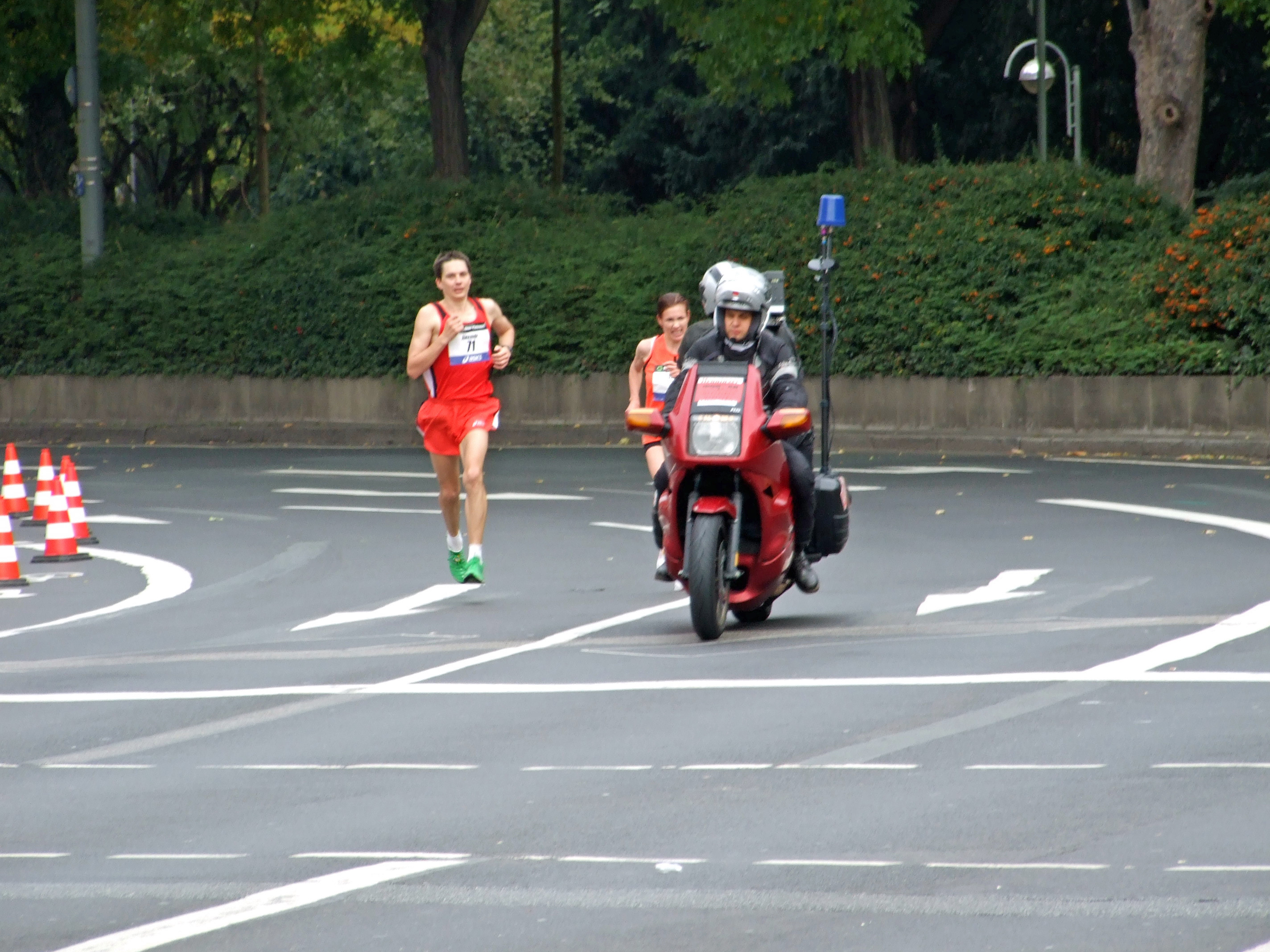
Die achtplatzierte Swetlana Sacharowa

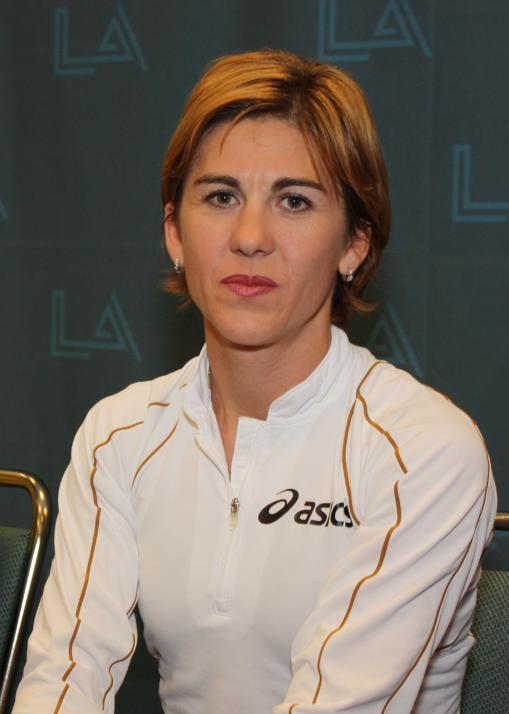
Nuța Olaru belegte Rang elf

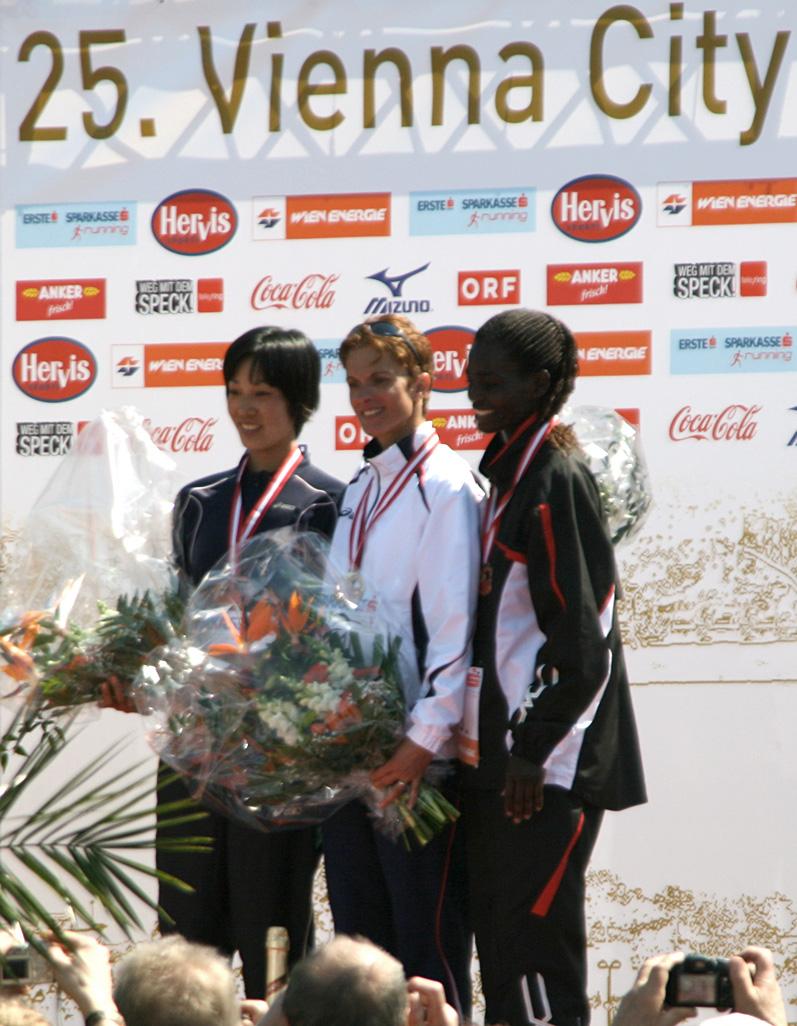
Luminița Talpoș – Rang achtzehn

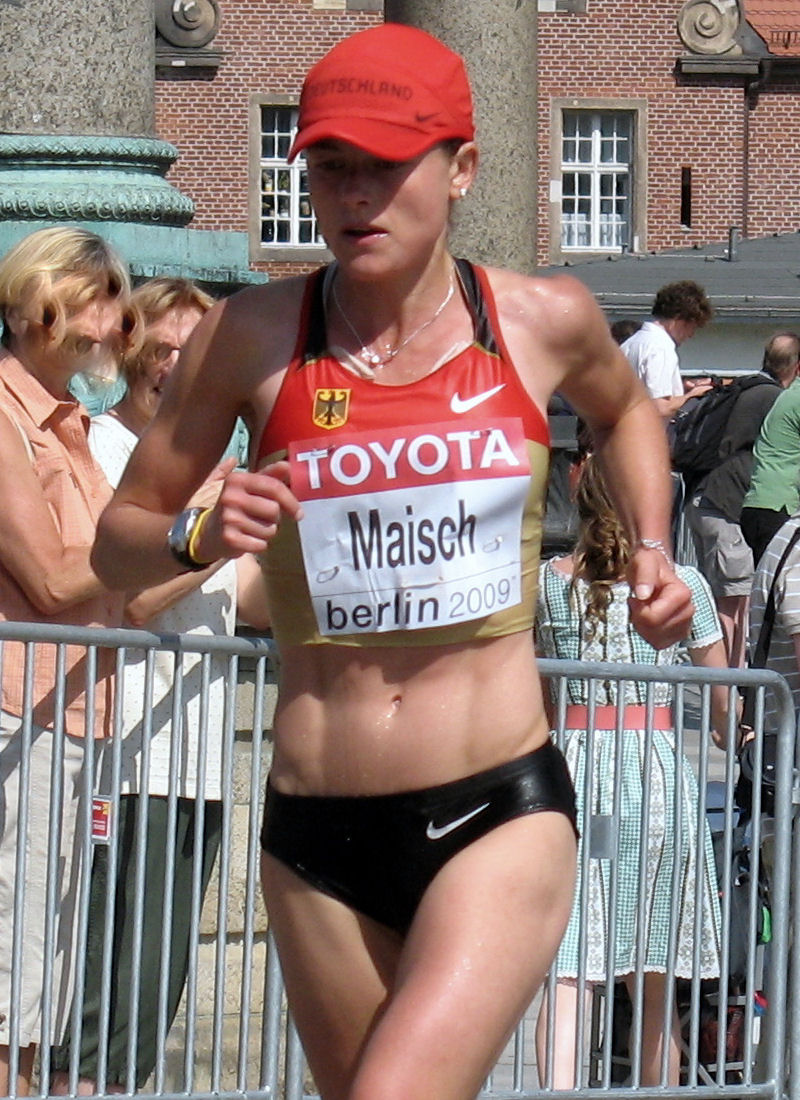
Ulrike Maisch erreichte Platz zwanzig

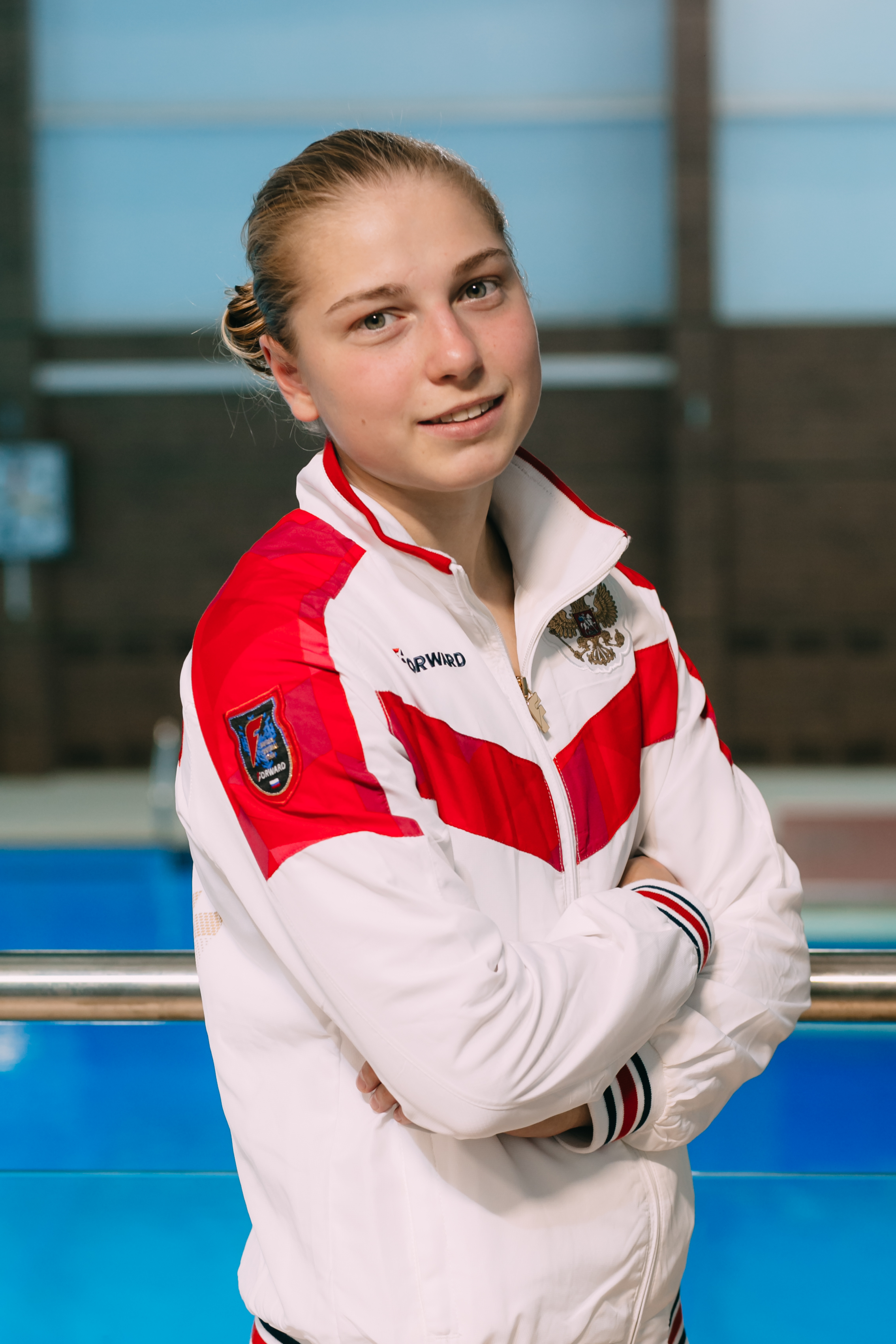
Rang vierzig für Irina Timofejewa

31. August 2003, 14:20 Uhr
| Platz | Athletin              | Land                   | Zeit (h)   |
| ----- | --------------------- | ---------------------- | ---------- |
|       | Catherine Ndereba     | Kenia                  | 2:23:55 CR |
|       | Mizuki Noguchi        | Japan                  | 2:24:14    |
|       | Masako Chiba          | Japan                  | 2:25:09    |
| 04    | Naoko Sakamoto        | Japan                  | 2:25:25    |
| 05    | Ham Bong-Sil          | Nordkorea              | 2:25:31 NR |
| 06    | Elfenesh Alemu        | Äthiopien              | 2:26:29    |
| 07    | Joyce Chepchumba      | Kenia                  | 2:26:33    |
| 08    | Olivera Jevtić        | Serbien und Montenegro | 2:26:49    |
| 09    | Swetlana Sacharowa    | Russland               | 2:26:53    |
| 10    | Shitaye Gemechu       | Äthiopien              | 2:27:26    |
| 11    | Nuța Olaru            | Rumänien               | 2:28:24    |
| 12    | Zhang Shujing         | Volksrepublik China    | 2:29:24    |
| 13    | Beatriz Ros           | Spanien                | 2:29:25    |
| 14    | Li Helan              | Volksrepublik China    | 2:29:46    |
| 15    | María Abel            | Spanien                | 2:30:15    |
| 16    | Lena Gavelin          | Schweden               | 2:30:39 NR |
| 17    | Stine Larsen          | Norwegen               | 2:30:44    |
| 18    | Luminița Talpoș       | Rumänien               | 2:30:49    |
| 19    | Asha Gigi             | Äthiopien              | 2:31:01    |
| 20    | Ulrike Maisch         | Deutschland            | 2:31:21    |
| 21    | Rakiya Maraoui        | Frankreich             | 2:31:23    |
| 22    | Viktoriya Klimina     | Russland               | 2:31:45    |
| 23    | Annemette Jensen      | Dänemark               | 2:31:55    |
| 24    | Ri Kum-Sil            | Nordkorea              | 2:32:08    |
| 25    | Larissa Sjusko        | Russland               | 2:32:26    |
| 26    | Marie Söderström      | Schweden               | 2:32:27    |
| 27    | Takami Ōminami        | Japan                  | 2:32:31    |
| 28    | Sandy Jacobson        | Kanada                 | 2:33:51    |
| 29    | Kim Jong-Sun          | Nordkorea              | 2:34:12    |
| 30    | Meseret Kotu          | Äthiopien              | 2:34:19    |
| 31    | María Teresa Pulido   | Spanien                | 2:34:37    |
| 32    | Simona Staicu         | Ungarn                 | 2:34:51    |
| 33    | Jill Boaz             | USA                    | 2:34:54    |
| 34    | Fatima Yvelain        | Frankreich             | 2:36:20    |
| 35    | Kenza Wahbi           | Marokko                | 2:36:29    |
| 36    | Jin Li                | Volksrepublik China    | 2:37:10    |
| 37    | Linda Somers Smith    | USA                    | 2:37:14    |
| 38    | Swetlana Demidenko    | Russland               | 2:37:19    |
| 39    | Joanna Lodge          | Großbritannien         | 2:37:56    |
| 40    | Irina Timofejewa      | Russland               | 2:38:06    |
| 41    | Lucilla Andreucci     | Italien                | 2:38:22    |
| 42    | Gloria Marconi        | Italien                | 2:38:26    |
| 43    | Giovanna Volpato      | Italien                | 2:38:38    |
| 44    | Nadia Ejjafini        | Bahrain                | 2:38:39    |
| 45    | Aurica Buia           | Rumänien               | 2:39:04    |
| 46    | Workenesh Tola        | Äthiopien              | 2:39:25    |
| 47    | Jane Salumäe          | Estland                | 2:39:36    |
| 48    | Zahia Dahmani         | Frankreich             | 2:40:34    |
| 49    | Banuelia Katesigwa    | Tansania               | 2:40:45    |
| 50    | Fátima Silva          | Portugal               | 2:40:59    |
| 51    | Mihaela Botezan       | Rumänien               | 2:41:13    |
| 52    | Hanan Fahroun         | Marokko                | 2:42:56    |
| 53    | Choi Kyung-hee        | Südkorea               | 2:43:38    |
| 54    | Hafida Gadi           | Frankreich             | 2:45:53    |
| 55    | Tamara Lave           | USA                    | 2:46:22    |
| 56    | Jong Yong-Ok          | Nordkorea              | 2:50:21    |
| 57    | Epiphanie Nyirabarame | Ruanda                 | 2:54:16    |
| 58    | Simona Viola          | Italien                | 2:54:27    |
| 59    | Kelly Keane           | USA                    | 2:55:26    |
| 60    | Sophie Gordon         | Französisch-Polynesien | 3:00:53    |
| 61    | Priscilla Mamba       | Swasiland              | 3:18:35    |
| 62    | Sonia Lopes           | Kap Verde              | 3:21:59    |
| DNF   | Fatima Hajjami        | Frankreich             |            |
| DNF   | Sylvia Mosqueda       | USA                    |            |
| DNF   | Beatrice Omwanza      | Kenia                  |            |
| DNF   | Rie Matsuoka          | Japan                  |            |
| DNF   | Constantina Diță      | Rumänien               |            |
| DNF   | Rosaria Console       | Italien                |            |
| DNS   | Anna Pichrtová        | Tschechien             |            |

## Marathon-Cup
| Platz | Land                | Athletinnen                                         | Zeit (h) |
| ----- | ------------------- | --------------------------------------------------- | -------- |
| 1     | Japan               | Mizuki Noguchi Masako Chiba Naoko Sakamoto          | 7:14:48  |
| 2     | Äthiopien           | Elfenesh Alemu Shitaye Gemechu Asha Gigi            | 7:24:56  |
| 3     | Russland            | Swetlana Sacharowa Viktoriya Klimina Larissa Sjusko | 7:31:04  |
| 4     | Nordkorea           | Ham Bong-Sil Ri Kum-Sil Kim Jong-Sun                | 7:31:51  |
| 5     | Spanien             | Beatriz Ros María Abel María Teresa Pulido          | 7:34:17  |
| 6     | Volksrepublik China | Zhang Shujing Li Helan Jin Li                       | 7:36:20  |
| 7     | Rumänien            | Nuța Olaru Luminița Talpoș Aurica Buia              | 7:38:17  |
| 8     | Frankreich          | Rakiya Maraoui Fatima Yvelain Zahia Dahmani         | 7:48:17  |
| 9     | Italien             | Lucilla Andreucci Gloria Marconi Giovanna Volpato   | 7:55:26  |
| 10    | USA                 | Jill Boaz Linda Somers Smith Tamara Lave            | 7:58:20  |

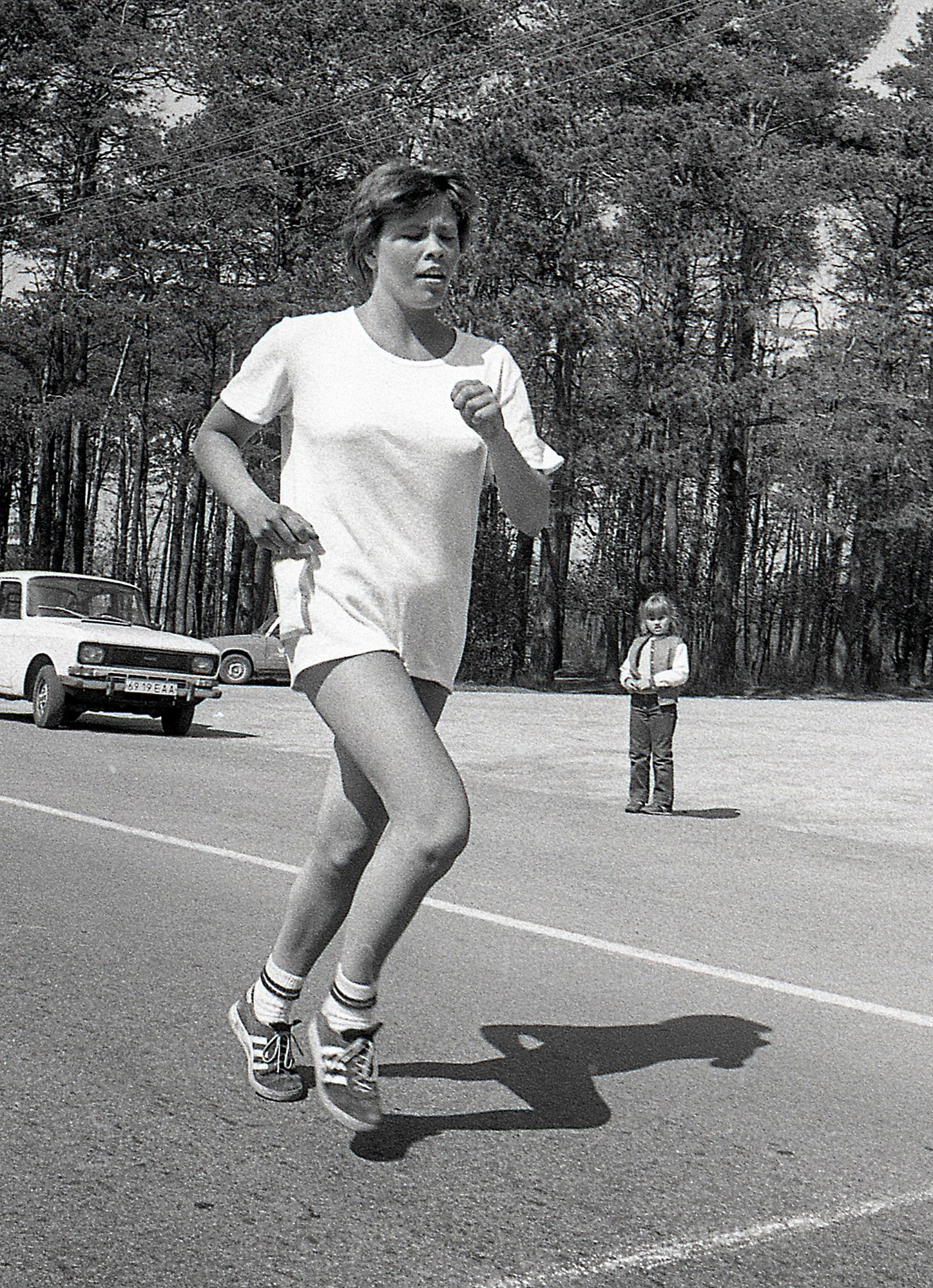
Jane Salumäe (hier im Jahr 1988) – Platz 47
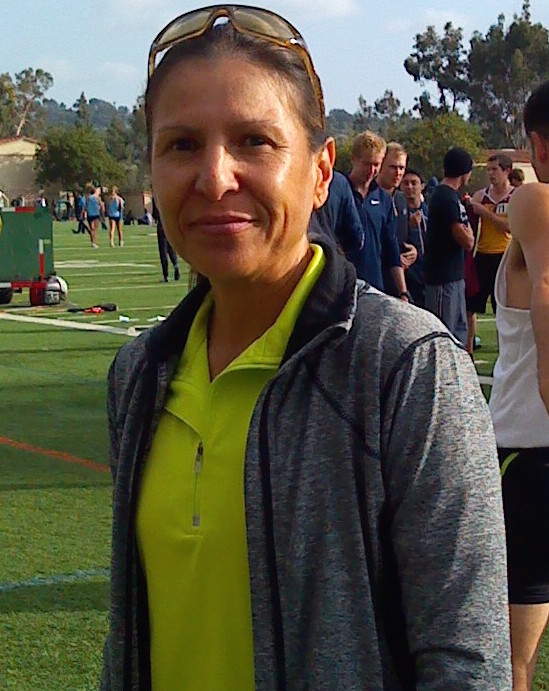
Sylvia Mosqueda – Rennen nicht beendet
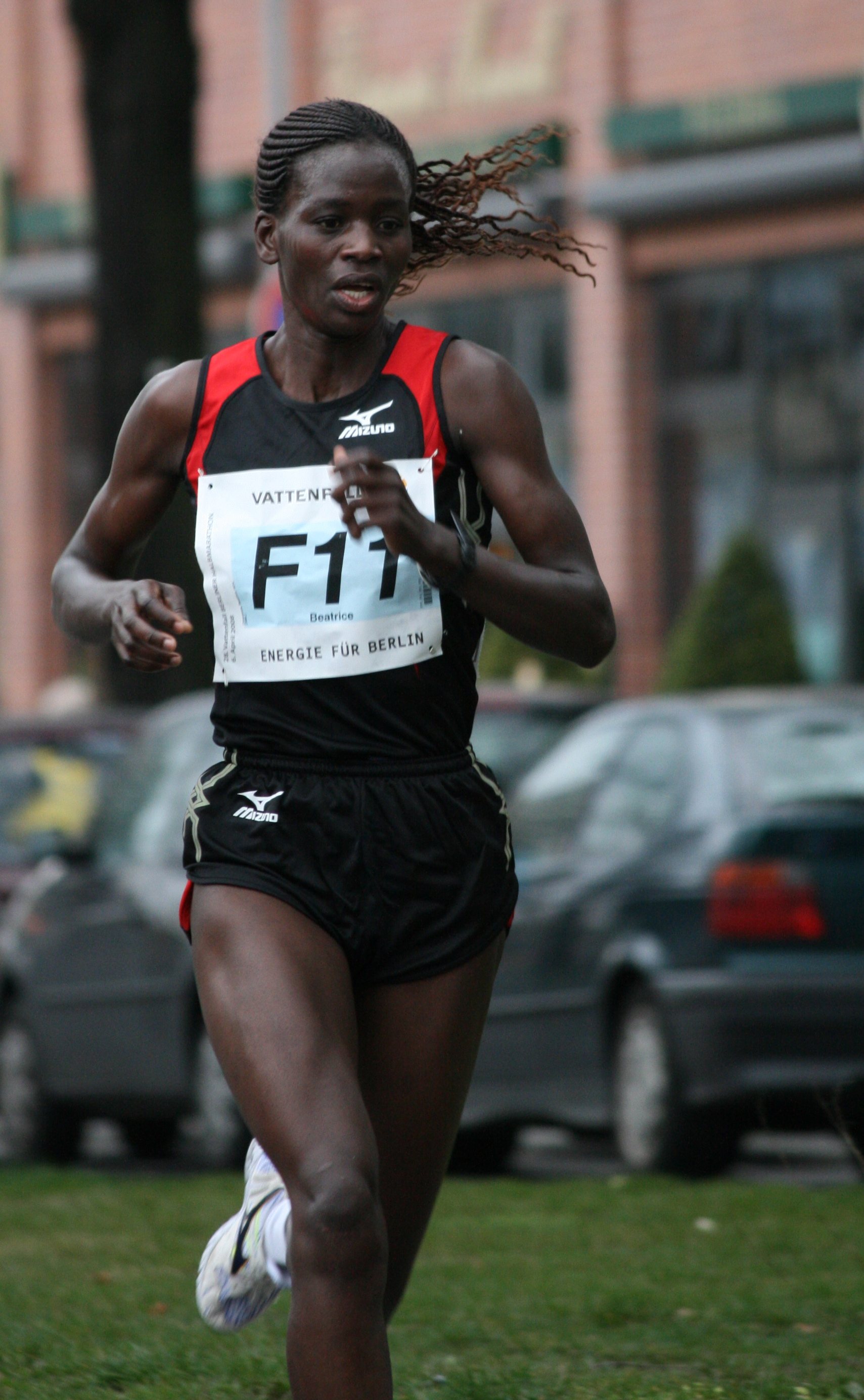
Beatrice Omwanza – Rennen nicht beendet

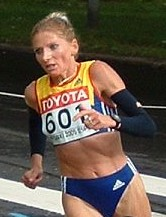
Constantina Diță – Rennen nicht beendet
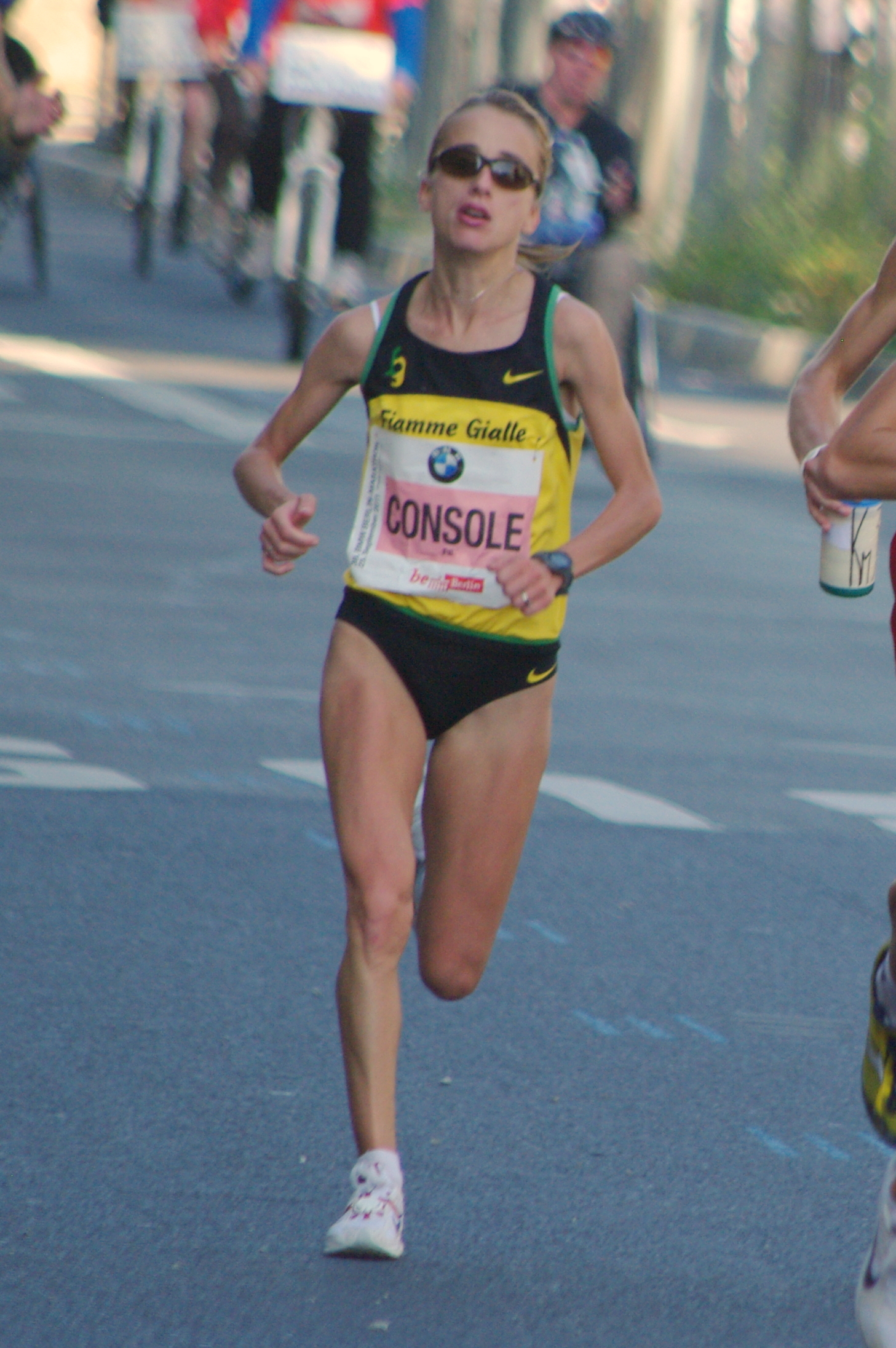
Rosaria Console – Rennen nicht beendet